# 遠鉄交通
遠鉄交通株式会社（えんてつこうつう）は、かつて存在した遠鉄グループの企業の一つで、浜松市と湖西市でタクシー事業を展開していた。かつては名鉄グループの浜松名鉄交通株式会社（はままつめいてつこうつう）であった。

## 概要
通常のタクシーサービスのほか、観光タクシーや中部国際空港への定額タクシーなども設定されていた。
なお、中央自動車興業株式会社の時代には中央タクシーの、名鉄交通株式会社浜松支社→浜松名鉄交通株式会社の時代には名鉄タクシー、そしてさらに略して名タクの愛称を持っていた。

## 沿革
- 1951年 - 中央自動車興業が設立[1]。
- ????年 - 中央自動車興業が名鉄交通に買収され名鉄交通浜松支社となる。
- 1996年
  - 6月13日 - 名鉄交通が浜松地区でのタクシー事業を目的に浜松名鉄交通（Hamamatsu Meitetsu Traffic Co., Ltd.）として準備会社を設立。
  - 10月1日 - 浜松名鉄交通が名鉄交通浜松支社から事業を引き継ぎ営業開始。
- 2004年1月 - 浜名湖名鉄タクシーと合併。
- 2010年6月30日 - 遠州鉄道が全株式を取得、遠鉄交通に社名変更。
- 2013年4月1日 - 遠鉄タクシーに配車を統合[2]。
- 2014年4月1日 - 遠鉄タクシーに合併[3]。

## 営業所
廃止前時点の情報。
- 本社営業所（浜松市中区(現・中央区)上浅田）→現在の遠鉄タクシー浜松南営業所
- 丸塚営業所（浜松市東区(現・中央区)丸塚町）→現在の遠鉄タクシー浜松東営業所
- 湖西営業所（湖西市古見）→現在の遠鉄タクシー湖西営業所

## 名鉄グループの離脱と遠鉄グループ入りについて
名鉄グループのタクシーチケットは今までどおり利用可能。
旧・浜松名鉄交通発行のタクシーチケットは今までどおり利用可能。さらに遠鉄タクシーでも利用可能になった。
えんてつカードが利用可能になった。ただし、メーター機器類の交換が終了する2010年（平成22年）9月末までは、遠鉄タクシーとは異なり車載機器での処理ではなく、金額に応じて、e-wingの様にポイント券配布することにより対応。
2010年（平成22年）10月以降、遠鉄タクシー同様、クレジットカードが利用可能になった。
カラーリングは遠鉄グループ入りから約3ヶ月掛けて順次変更。名鉄カラー（ひし形の社名表示灯・クリーム色とエメラルドグリーンのツートンカラー）の車輛は名鉄型の社名表示灯・カラーリングに、名タク表記の上から遠鉄交通ステッカーを貼って対応。なお、遠鉄カラーは明るい青・遠鉄ロゴ入りの社名表示灯となる。
なお、名鉄パレ・浜松名鉄ホテルの撤退につづく名鉄グループの離脱となり、これにより浜松地区から名鉄系がほぼ消えた。
これにより遠鉄グループは、営業が手薄だった湖西エリアでのタクシー事業を強化するとともに、配車台数の面においても複数社で共同配車し遠州地区にて遠鉄に次ぐ配車台数をほこるスタータクシーグループを大幅に引き離した。

## 車両数
全部で187両分ある。
- 内訳
  - タクシー（小型・中型） - 175両
  - ジャンボタクシー - 5両
  - クラウン（VIP用） - 2両
  - ストレッチャー - 2両
  - 車椅子専用小型車 - 1両
  - 車椅子専用軽車両 - 2両